# فرودگاه کاکسیاس دو سول
فرودگاه کاکسیاس دو سول (به انگلیسی: Caxias do Sul Airport) (به زبان بومی: Aeroporto Hugo Cantergiani (Campo dos Bugres)) یک فرودگاه همگانی مسافربری با کد یاتا CXJ است که یک باند فرود آسفالت دارد و طول باند آن ۱۹۳۹ متر است. این فرودگاه در کشور برزیل قرار دارد و در ارتفاع ۷۵۳ متری از سطح دریا واقع شده‌است.